# Siradschuddin Haqqani

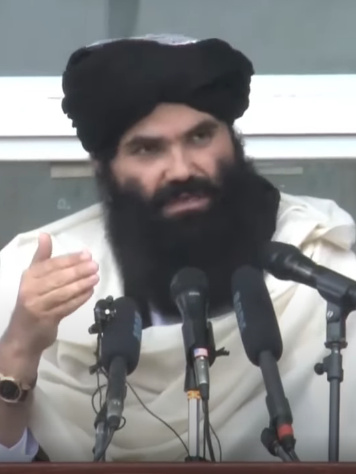
Haqqani (2022)

Siradschuddin Haqqani ((auch Sira- und Sara-juddin) persisch سراج‌الدین حقانی; paschtunisch سراج الدين حقاني) ist ein afghanischer Warlord, Anführer des Haqqani-Netzwerkes und ein stellvertretender Anführer der Taliban.  Sein Geburtsjahr wird nach verschiedenen Quellen mit 1973 oder 1977/78 angegeben. Er ist Nachfolger seines Vaters Dschalaluddin Haqqani. Der Diplomatic Security Service des US-Außenministeriums und das FBI haben für Hinweise, die zu seiner Ergreifung führen, eine Belohnung von bis zu 10 Millionen US-Dollar ausgesetzt.
Nachdem die Taliban die Kontrolle über Afghanistan im Sommer 2021 zurückerobert hatten, wurde Haqqani im September 2021 zum Innenminister der Übergangsregierung des Islamischen Emirats Afghanistan ernannt.

## Biografie

### Familie
Haqqani ist der Sohn von Dschalaluddin Haqqani, einem bekannten Mudschaheddin und Militärführer der Pro-Taliban-Streitkräfte in Afghanistan. Sirajuddin stammt aus dem Distrikt Gerda Serai in der ostafghanischen Provinz Paktia. Seine Familie gehört dem paschtunischen Stamm der Zadran an, von denen viele loyal auf der Seite der Taliban gekämpft haben.
Einer seiner Brüder, Mohammad Haqqani, der ebenfalls Mitglied des Netzwerkes war, starb am 18. Februar 2010 bei einem Drohnenangriff. Der Angriff wurde in Dande Darpakhel, einem Dorf in Nord-Waziristan, durchgeführt.
Badruddin Haqqani, ein weiterer Bruder von Siradschuddin, wurde im Jahr 2012 durch einen Drohnenangriff getötet.
Ein weiterer Bruder von Siradschuddin, Anas Haqqani, ist ebenfalls Mitglied des Netzwerkes. Er wurde im Jahr 2014 im Alter von 20 Jahren in Bahrain verhaftet, nach Afghanistan ins Militärgefängnis Bagram überführt und saß dort vier Jahre in Haft, ehe er in einem Gefangenenaustausch entlassen wurde.
Neben Sarajuddin Haqqani selbst haben die US-Amerikaner auch ein Kopfgeld auf seinen Onkel Khalil Haqqani ausgesetzt.

### Aktivitäten
Haqqani hat Planungen des Angriffs gegen das Serena Hotel in Kabul am 14. Januar 2008 stattgegeben, wobei sechs Menschen getötet wurden.
Er gestand, dass seine Organisation versuchte, im April 2008 Hamid Karzai zu ermorden.
Mehreren Berichten zufolge war Haqqani am 2. Februar 2010 Ziel eines massiven US-Drohnenangriffs, er war jedoch nicht in dem von dem Angriff betroffenen Gebiet anwesend.
Haqqanis Stellvertreter Sangeen Zadran wurde am 5. September 2013 von einer US-Drohne getötet.
Der Afghanische Geheimdienst macht ihn für den verheerenden Bombenanschlag in Kabul am 31. Mai 2017, bei dem über 90 Menschen starben, verantwortlich.
Im Mai 2016 wurde berichtet, dass seine Funktion als Stellvertreter der Taliban hauptsächlich bei militärischen Angelegenheiten liegt. Im Osten Afghanistans wurde der talibanische Widerstand, der keine Rücksicht auf Zivilisten nahm, von Sirajuddin Haqqani befehligt.
Anfang März 2022 war erstmals sein Gesicht in lokalen TV-Sendern sichtbar, als er an der Abschlussfeier für einige hundert frisch ausgebildete afghanische Polizisten in Kabul teilnahm. Vorher war sein Gesicht auf Bildern der Taliban-Behörden unscharf gemacht worden.
Im Sommer 2023 berichtete die Konrad-Adenauer-Stiftung (KAS) aus einem Treffen mit Haqqani, dass dieser sich – wie bereits sein Vater Dschalaluddin Haqqani – bzgl. der Frauenrechte unter den Taliban für die Öffnung von Schulen für Mädchen ausgesprochen habe.